# Ерлінґ Твейт
Ерлінґ Твейт (норв. Erling Tveit; нар. 28 грудня 1984) — колишній норвезький тенісист.
Найвищу одиночну позицію світового рейтингу — 484 місце досяг 27 вересня 2010, парну — 713 місце — 22 березня 2010 року.

## Титули ITF Ф'ючерс

### Парний розряд: (3)
| Ранг | Дата     | Турнір               | Рівень  | Покриття | Партнер       | Суперники                    | Рахунок       |
| ---- | -------- | -------------------- | ------- | -------- | ------------- | ---------------------------- | ------------- |
| 1.   | Чер 2007 | Норвегія F1, Геусдал | Ф'ючерс | Тверде   | Стіан Боретті | Якоб Мельскенс Расмус Нербю  | 6–4, 6–4      |
| 2.   | Вер 2009 | США F23, Коста-Меса  | Ф'ючерс | Тверде   | Роббі Пул     | Вілл Ґрей Блейк Строуд       | 6–2, 7–5      |
| 3.   | Лис 2010 | США F29, Найсвілл    | Ф'ючерс | Ґрунт    | Роббі Пул     | Андреа Колларіні Деніс Кудла | 7–6(7–4), 6–2 |